# Dejan Kelhar
Dejan Kelhar (ur. 5 kwietnia 1984 w Brežicach) – słoweński piłkarz występujący na pozycji obrońcy. W rundzie wiosennej sezonu 2010/2011 reprezentował barwy Legii Warszawa. Do tej pory grał w 10 klubach w siedmiu krajach. Jest żonaty i ma dwóch synów.